# Odontocera bilobata
Odontocera bilobata är en skalbaggsart som beskrevs av Dmytro Zajciw 1965. Odontocera bilobata ingår i släktet Odontocera och familjen långhorningar. Inga underarter finns listade i Catalogue of Life.